# 1954 في سويسرا
فيما يلي قوائم الأحداث التي وقعت خلال عام 1954 في سويسرا.

## رياضة
- 1 يناير – كأس العالم لكرة القدم 1954 الفائز منتخب ألمانيا لكرة القدم.

## مواليد

### يوليو
- 26 يوليو – بيتر هوبر

### أغسطس
- 14 أغسطس – كريستيان غروس

## وفيات

### يوليو
- 19 يوليو – هاينس ماير (مواليد 1889)

### سبتمبر
- 17 سبتمبر – فرانك إرني (مواليد 1875) ملاكم سويسري.